# Paranthrene tabaniformis
Paranthrene tabaniformis là một loài bướm đêm thuộc họ Sesiidae. Nó được tìm thấy ở Cổ Bắc giới và miền Tân Bắc.

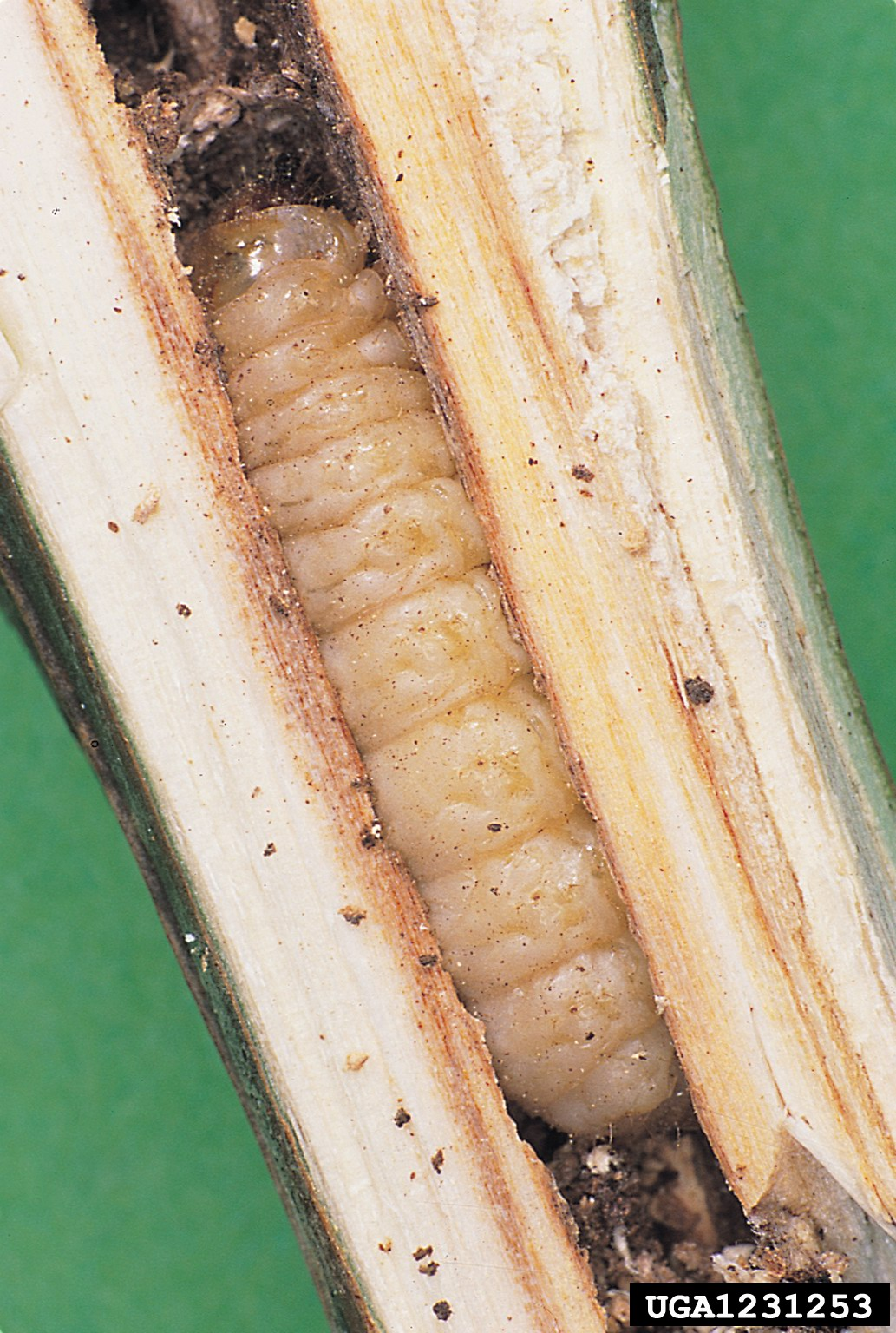
Ấu trùng

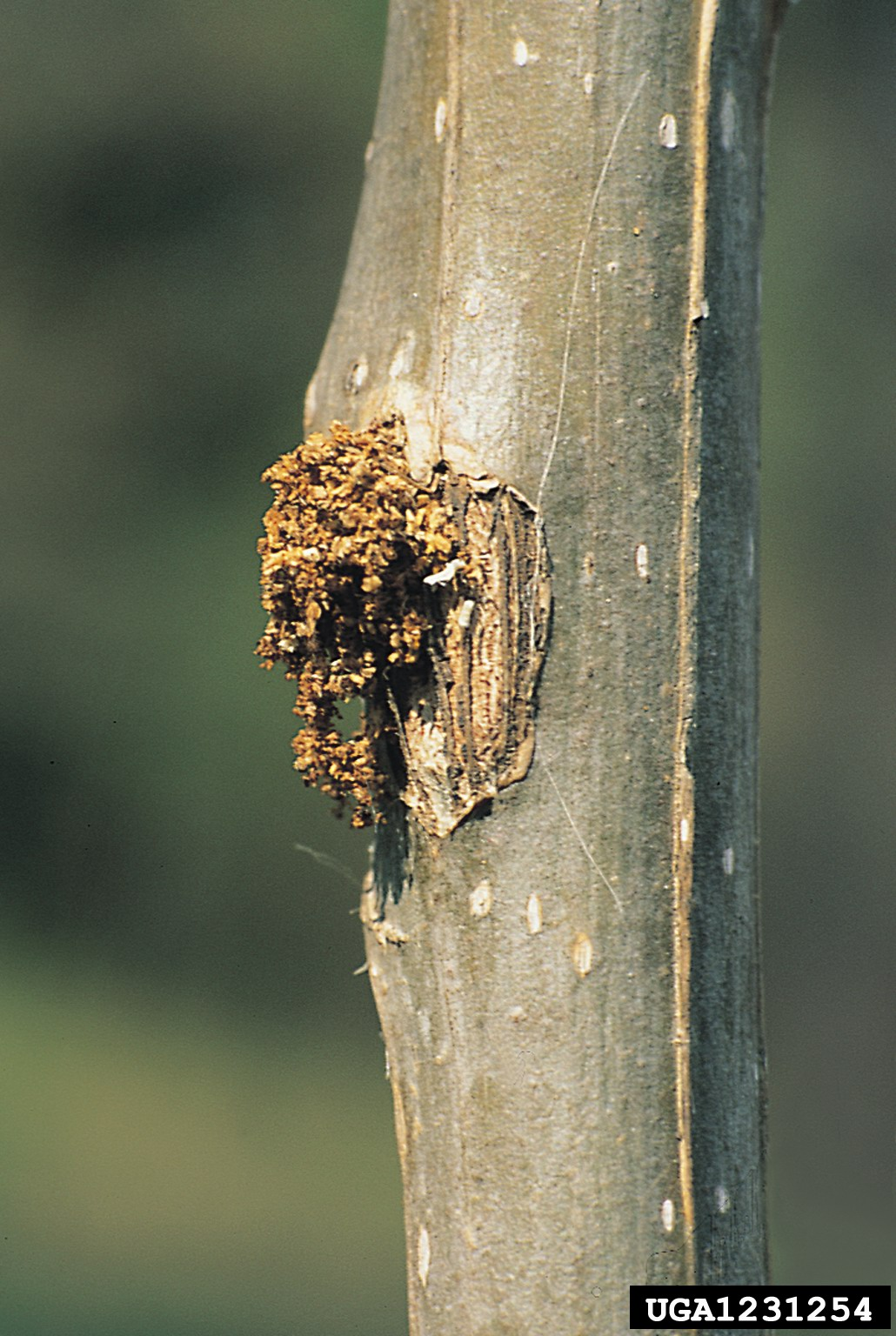
Lỗ thoát

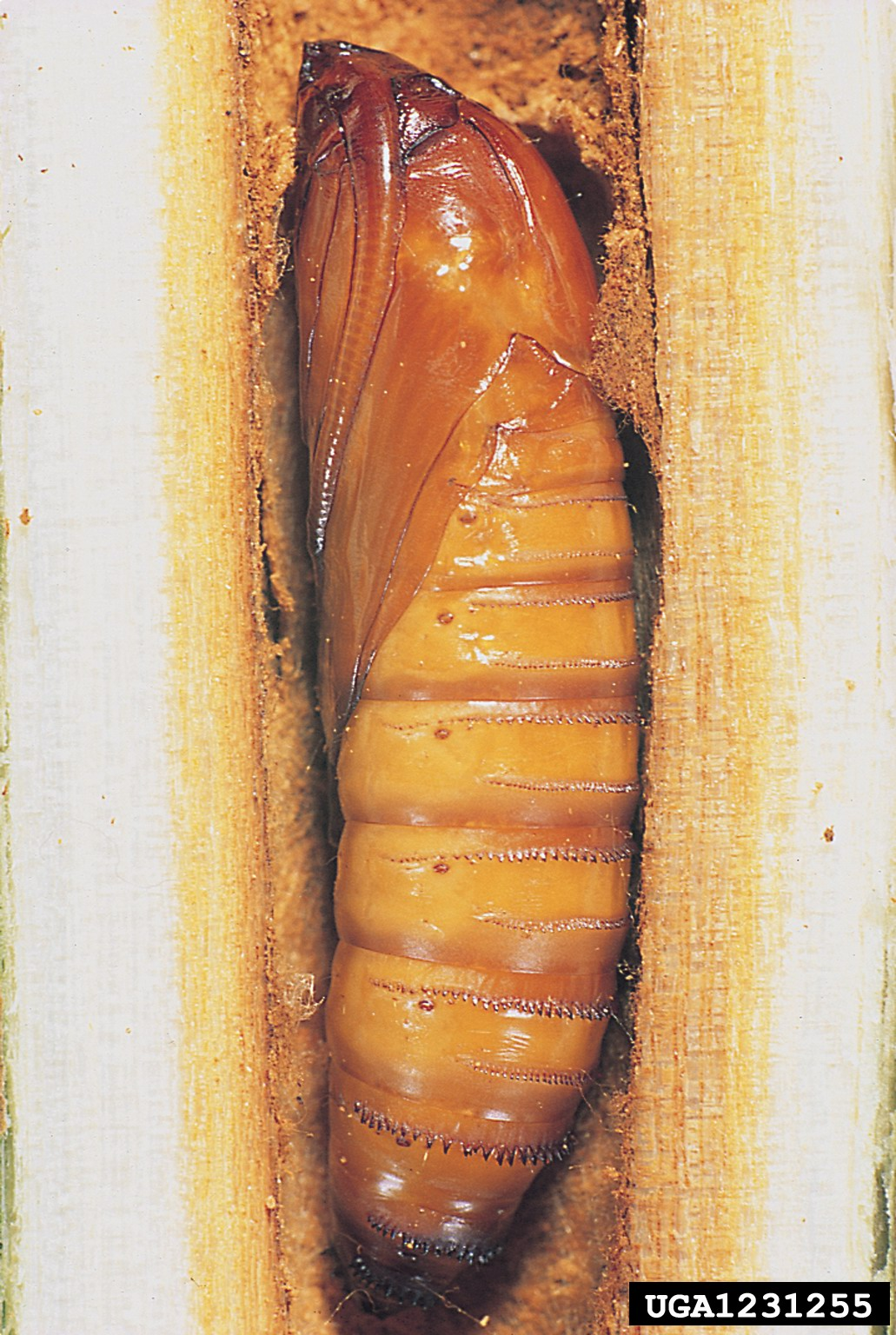
Nhộng

Sải cánh là 30 mm. Chiều dài của cánh trước là 14 mm. Meyrick mô tả nó - Đầu có vạch dọc màu trắng trước mỗi mắt và vòng sau màu vàng. Bụng có các vòng màu vàng ở 2, 4, 6, và đôi khi 7. Xương chày giữa và sau có màu cam, có viền đen. Các đường gân khá sẫm, có mảng hyalin dài che khuất về phía gốc; vệt màu tím-hơi đen, hyalin. tĩnh mạch và lông tơ màu tối. Bướm đêm bay từ tháng 5 đến tháng 8 tùy theo vị trí.
Ấu trùng ăn chi Dương, và đôi khi ăn Hippophae và chi Liễu.

## Hình ảnh

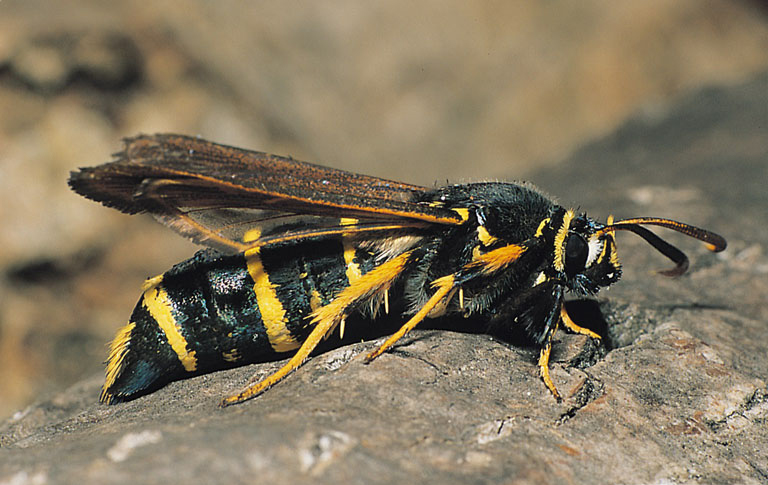
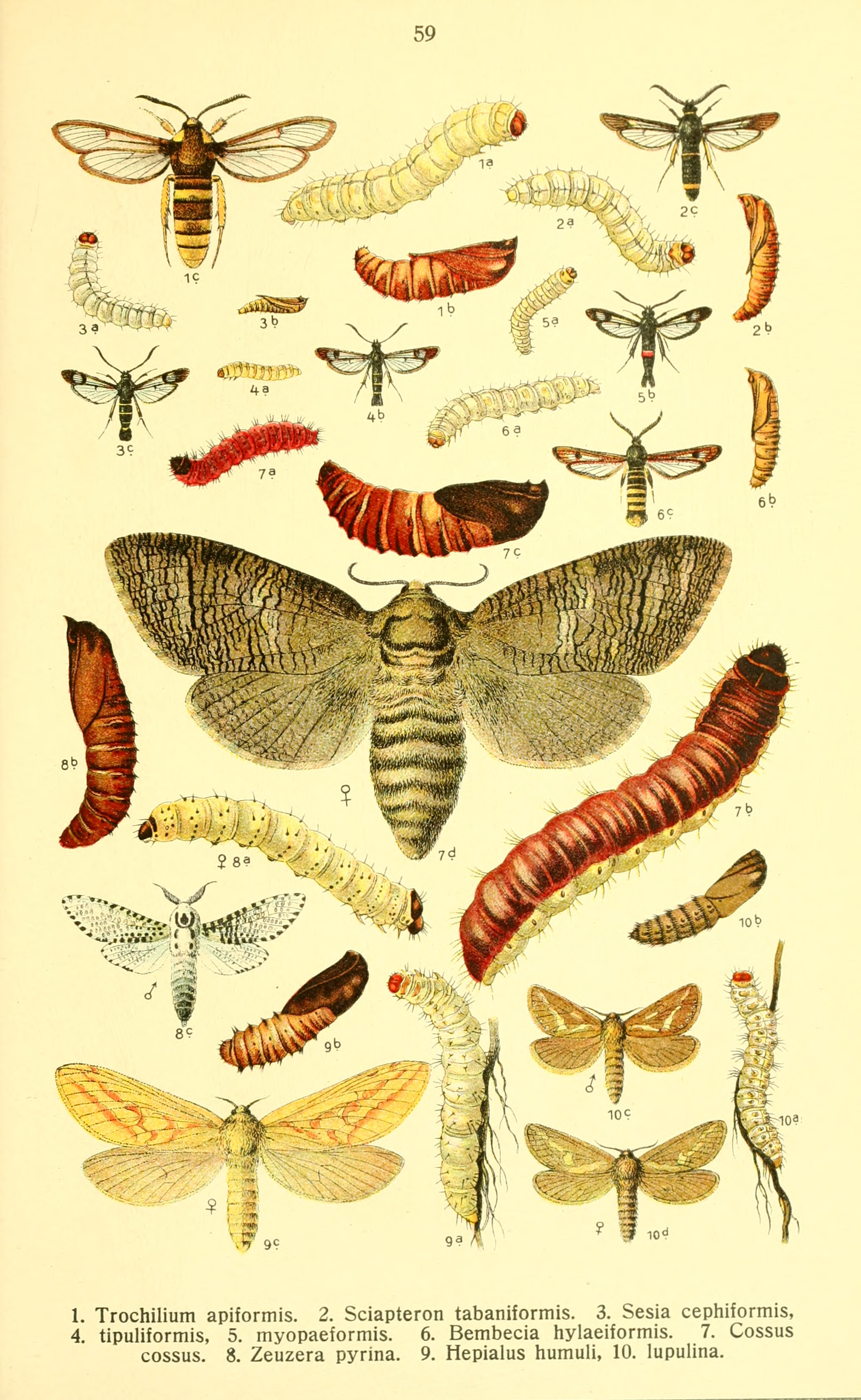
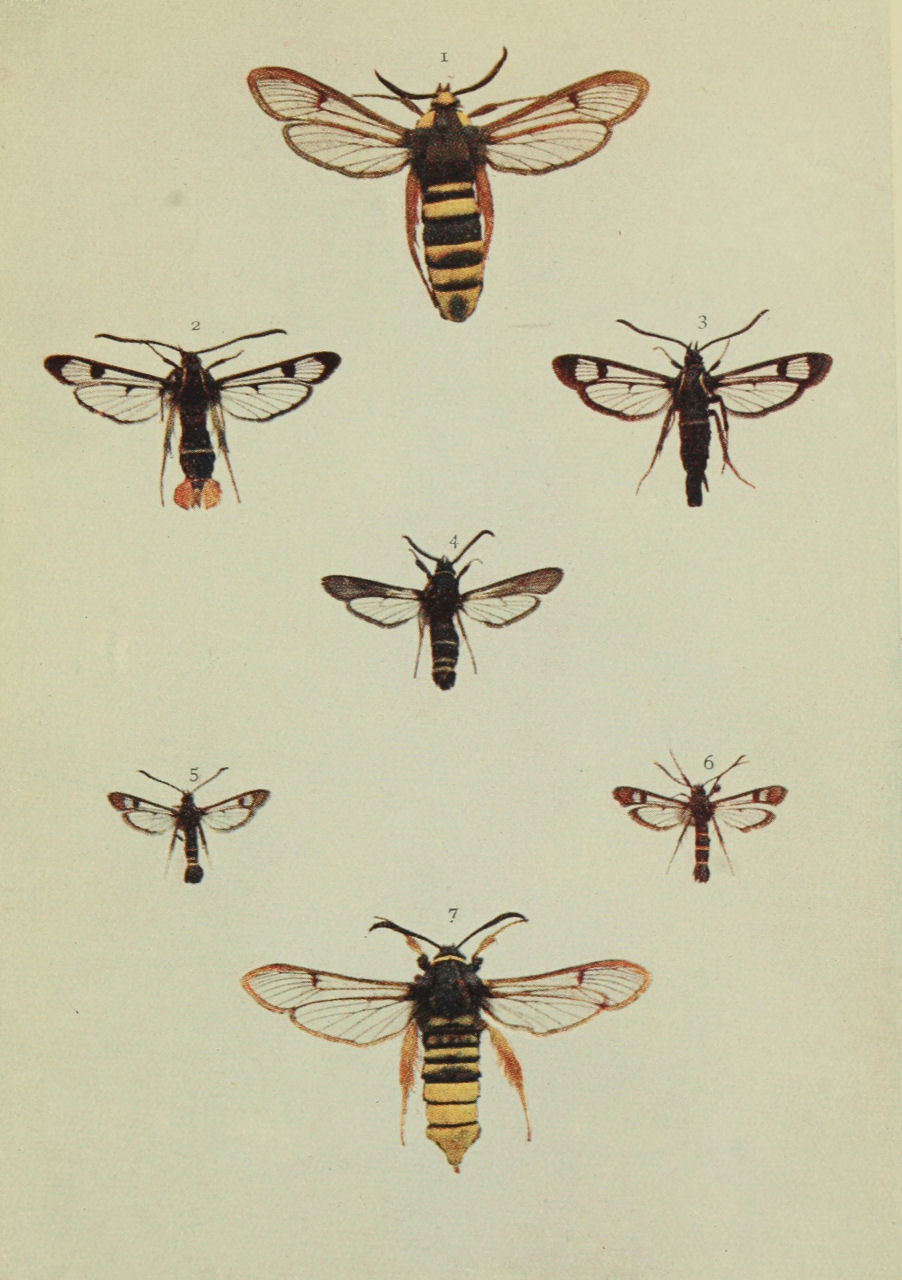
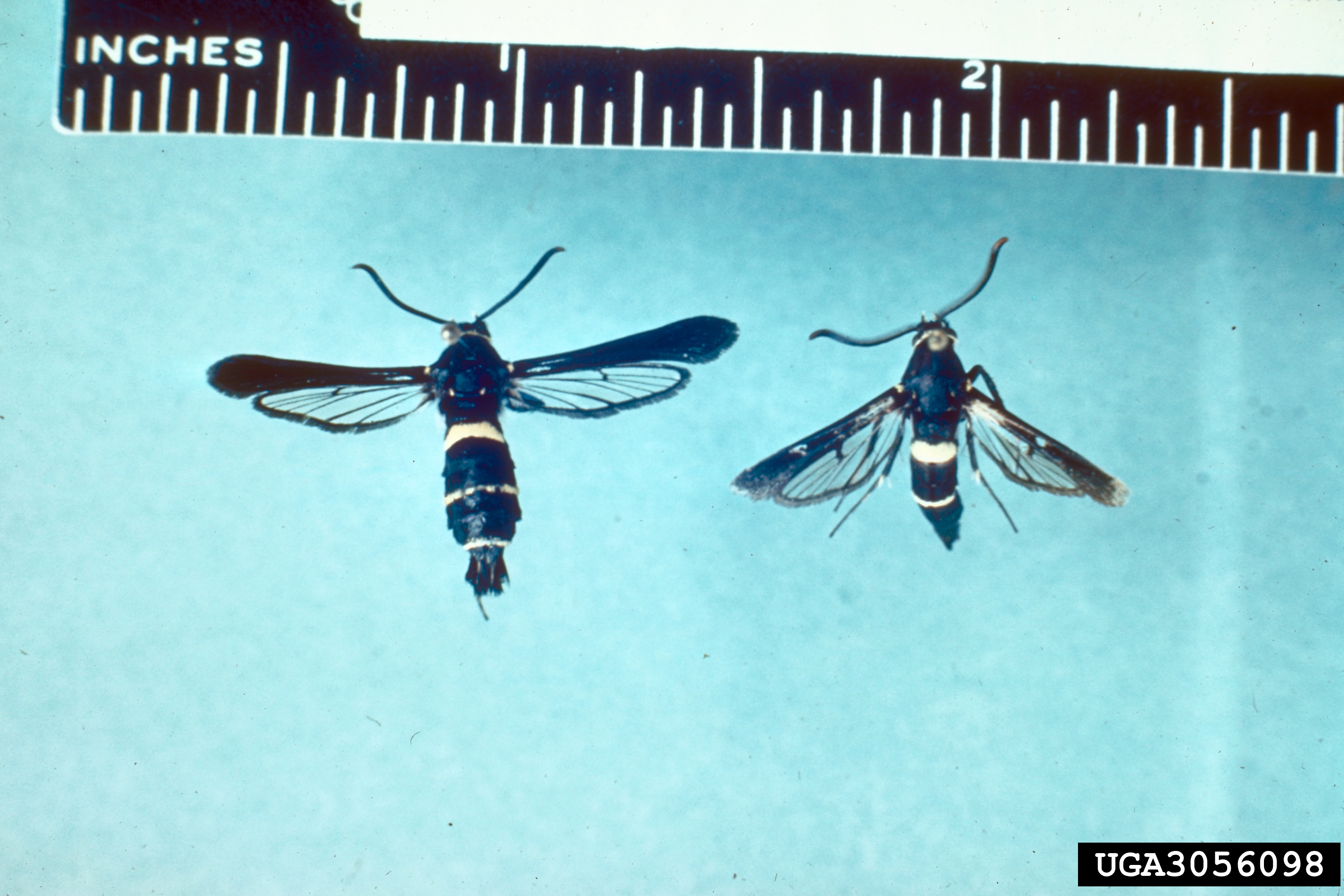

## Phân loài
- Paranthrene tabaniformis tabaniformis
- Paranthrene tabaniformis kungessana (Alpheraky, 1882)
- Paranthrene tabaniformis synagriformis (Rambur, 1866)